# جاك بيل (لاعب كرة قدم)
جاك بيل (بالإنجليزية: Jack Bell)‏ (13 يناير 1904 في المملكة المتحدة - 1950) هو لاعب كرة قدم بريطاني في مركز حراسة المرمى. لعب مع نادي والسول.